# Jaromír
Jaromir van Bohemen (? - 4 november 1035) was de tweede zoon van Boleslav II en Emma. Hij was drie regeerperiodes lang hertog van Bohemen. Hij werd uiteindelijk door de Vršovci-clan vermoord.
Hij rebelleerde tegen zijn broer Boleslav III in 1003, won in eerste instantie, maar verloor de troon weer in hetzelfde jaar.
Jaromir en zijn broer Oldřich zochten toen steun bij de Duitse koning Hendrik II (die in 1002 de in 1003 overleden Vladivoj ook al bescherming had geboden). Jaromir beloofde dat Bohemen een vazalstaat zou blijven onder Hendrik II; hierdoor werd Bohemen een blijvend onderdeel van het Heilige Roomse Rijk.
In 1004 werd hij hertog van Bohemen (dat toen echter een klein gebied was, daar Polen bezit bleef houden van Moravië en Silezië). Tijdens zijn regeringsperiode probeerde hij deze gebieden weer te veroveren.
In 1012 veroverde zijn broer Oldřich de macht en was hij genoodzaakt te vluchten. Met de steun van de Duitse keizer kon Jaromir in 1033 kortdurend Oldrich de heerschappij weer ontnemen maar in 1034 kwam hij weer ten val. Jaromir werd gevangengenomen in Lysa en werd in 1035 vermoord.